# Colore primario
I colori primari sono un insieme di colori che sono scelti per produrre, attraverso la loro combinazione per sintesi additiva o sottrattiva, una gamma di altri colori.
Nel caso di sintesi additiva, i colori primari (detti anche "colori primari additivi") sono due o più fasci luminosi che singolarmente producono sensazioni di colore distinte e che, pervenendo insieme, o in rapida successione, all'apparato visivo umano, producono la sensazione di altri colori (ad esempio un fascio rosso e uno verde, la cui combinazione produce la sensazione di giallo).
Nel caso di sintesi sottrattiva, i colori primari (detti anche "colori primari sottrattivi") sono due o più colori che singolarmente producono sensazioni di colore distinte. Tale differenza, nel caso di coloranti o pigmenti, è dovuta al fatto che tali sostanze assorbono, cioè sottraggono, bande diverse dello spettro visibile alla luce che li colpisce (normalmente bianca), e che, mescolati o sovrapposti, producono la sensazione di altri colori (ad esempio un inchiostro giallo e uno magenta che producono combinati insieme la sensazione di rosso).
La dizione "colore primario" è stata usata in passato sia con riferimento alla sola sintesi additiva sia con accezioni diverse.

## La storia dei colori primari
L'idea che esistano colori dalla cui mescolanza si possano ottenere tutti gli altri colori non è recente. Già Aristotele, nel De sensu et sensibilibus (IV secolo a.C.), notando che l'arcobaleno si produce in presenza di nubi scure e della luce solare, ne dedusse che tutti i colori potessero essere ottenuti da opportune misture di bianco e nero. Leon Battista Alberti, nel De pictura (1435), individua quattro colori primari: rosso, verde, celeste e cenerino. Francesco Maurolico, in  Photismi de lumine et umbra ad perspectivam et radiorum incidentiam facientes (1611),  individua nell'arcobaleno quattro colori primari: giallo-rossastro, verde, blu e viola, che, nella zona di confine fra l'uno e l'altro, si mescolano producendo un colore intermedio.
Nello stesso anno Marco Antonio De Dominis, nel trattato De radiis visus et lucis in vitris perspectivis et iride, spiega che i colori sono dovuti all'assorbimento di una parte della luce bianca e individua tre colori primari: il rosso, il verde e il viola.
Leonardo da Vinci, come riportato nel Trattato della pittura (trattato del XVI secolo basato su annotazioni di Leonardo) considera colori semplici il bianco, il giallo, il verde, l'azzurro, il rosso e il nero.
Nel 1666 Isaac Newton dimostra che nuovi colori possono essere ottenuti come "somma" di altri colori e prova, facendo ruotare un disco suddiviso in sette settori circolari, colorati ciascuno con uno dei colori dell'arcobaleno, che la luce solare, che appare bianca, è in realtà una mescolanza di tutti i colori dello spettro visibile.

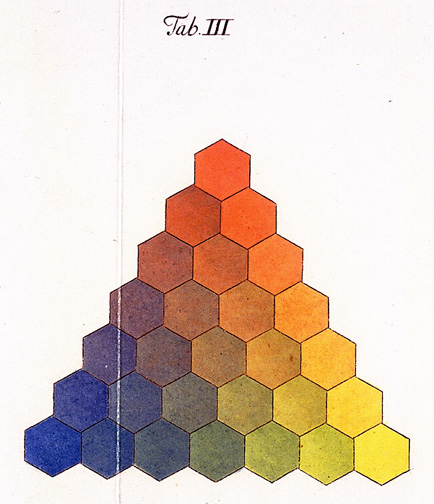
Triangolo dei colori di Tobias Mayer. Versione semplificata dovuta a G.C. Lichtenberg (1775).

Nel diciottesimo secolo prende piede lo schema a tre colori (rosso, giallo e blu), di cui scrivono Lambert, Brewster, e Tobias Mayer, probabilmente il primo scienziato a occuparsi in modo estensivo della sintesi sottrattiva (anche se allora non si chiamava ancora così) e a cercare di determinare quanti colori si potessero ottenere con tre pigmenti. Un esempio di applicazione di tale schema è il triangolo dei colori di Mayer e la sua versione semplificata dovuta a Lichtenberg, che ha curato l'edizione postuma dei manoscritti inediti di Mayer, Opera Inedita (1774). Le caselle ai vertici del triangolo sono occupate dai tre colori primari rosso, blu e giallo. Le altre da miscele (sottrattive) di questi colori, o meglio dei pigmenti minerali proposti da Mayer: cinabro (per il rosso), azzurrite (per il blu) e massicotto (per il giallo).
Già nel 1722 però queste idee erano già state messe in pratica da Jacob Christoph Le Blon, inventore di un sistema di stampa a tre colori, appunto giallo, rosso e blu, e in seguito, con l'aggiunta del nero, a quattro colori.
È però Thomas Young che, in una lettura tenuta il 12 novembre 1801 presso la Royal Society di Londra, pone finalmente le basi della teoria tricromatica della visione, che sarà ripresa in seguito da Hermann von Helmholtz, ipotizzando che la retina contenga tre tipi di recettori sensibili a tre bande dello spettro visibile, ciò che permetterà di sviluppare e spiegare i sistemi di riproduzione dei colori e di scegliere, nel caso dei procedimenti a tre colori, il verde, il rosso e il blu per la sintesi additiva, e il giallo, il magenta e il ciano per la sintesi sottrattiva, perché sono quelli che meglio si sovrappongono alle curve di sensibilità dei tre tipi di coni, che sono i fotorecettori dell'occhio sensibili al colore.

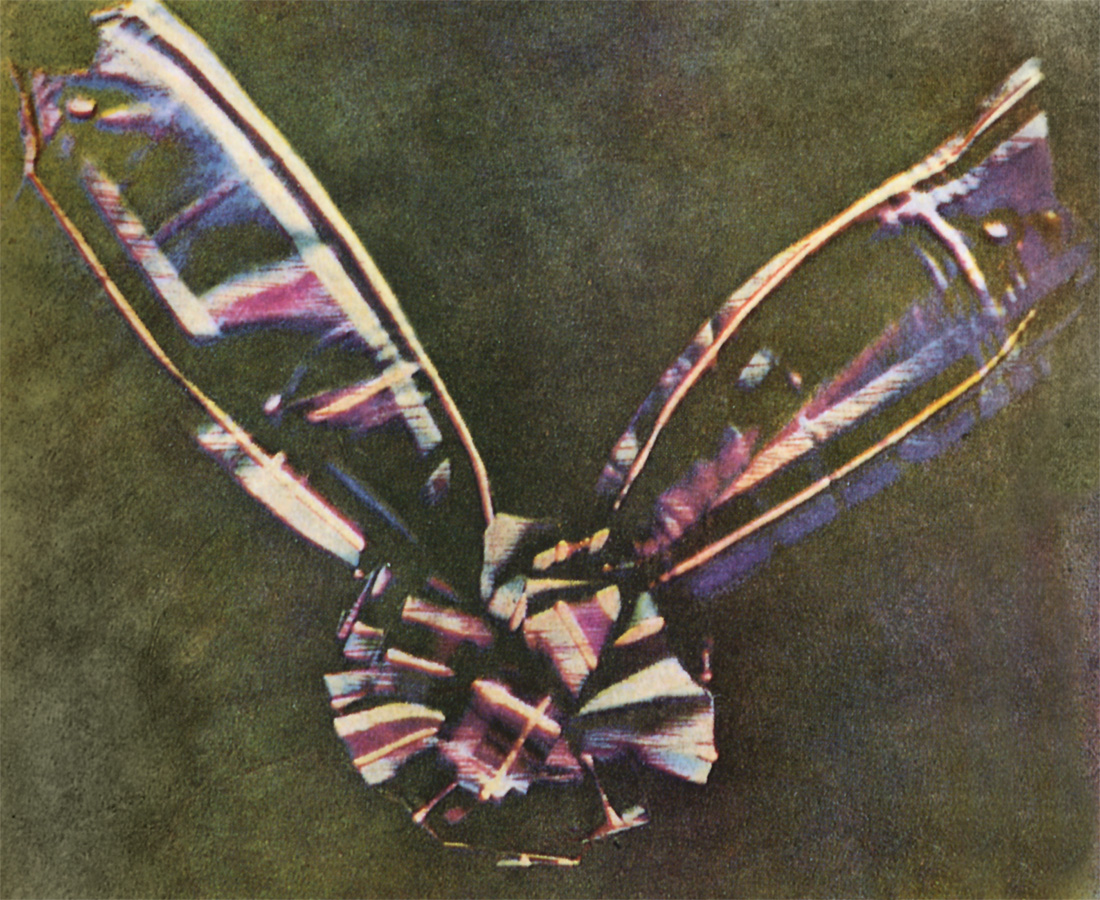
La prima fotografia tricromatica a colori, prodotta da Maxwell nel 1861, ritrae un fiocco colorato.

Nel 1861 James Clerk Maxwell proietta la prima fotografia a colori, ottenuti per sintesi additiva dei tre primari rosso, verde e blu.
Come già detto, oggi sappiamo che, nel caso di sintesi tricromatica dei colori, i primari migliori sono il rosso, il verde e il blu per la sintesi additiva, e il giallo, il magenta e il ciano per quella sottrattiva. Il motivo per cui in passato sono state scelte altre terne (soprattutto la terna giallo, blu e rosso), non tanto da parte dei pittori (comunque abituati a mescolare qualsiasi colore con qualsiasi altro), ma di studiosi della materia, non è solo dovuto al fatto che la sensibilità dell'occhio alle diverse radiazioni luminose non fosse nota, o comunque non provata, ma piuttosto al fatto che spesso gli studiosi “nel diciassettesimo e diciottesimo secolo non distinguevano fra colori additivi e sottrattivi. […] La maggior parte, se non tutti, gli esperimenti coi colori erano basati sulla miscela di pigmenti. […] Questo spiega perché un artista e scienziato come Leonardo da Vinci cadde in questo errore. […] Anche Goethe, nel 1810, nel suo attacco a Newton, cadde nello stesso errore”. È proprio a causa di questo fraintendimento che Goethe non accettava che il bianco fosse “composto” da più colori, in altre parole che Newton sostenesse che il bianco risultasse da colori più scuri del bianco stesso.

## Colori primari additivi

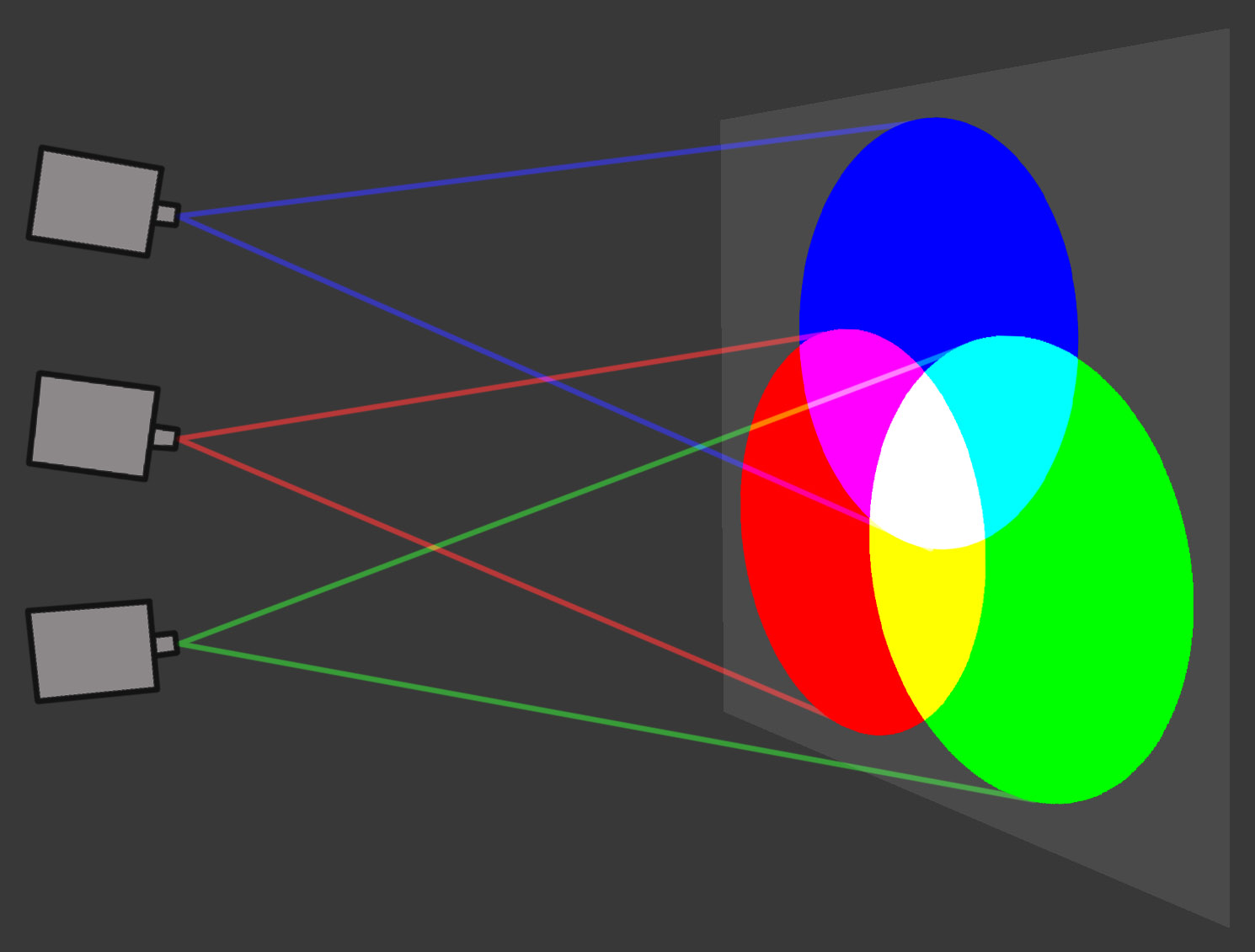
Sintesi additiva ottenuta proiettando tre primari rosso, verde e blu su uno schermo bianco in una stanza buia.

La sintesi additiva dei colori consiste nel far pervenire all'occhio due o più fasci luminosi che singolarmente producono sensazioni di colore distinte (ad esempio rosso e verde) in modo da produrre la sensazione di un altro colore (ad esempio giallo). Questi fasci luminosi sono denominati colori (additivi) primari e devono essere, evidentemente, almeno due, con la limitazione che nessuno faccia percepire un colore che possa essere fatto percepire da una qualsiasi mescolanza degli altri.
La scelta dei colori primari dipende sia dalla tecnologia usata (e quindi dai dispositivi in grado di generarli), sia dal gamut (cioè la gamma di colori) che si vuole ottenere. Nella maggior parte dei procedimenti attuali i colori primitivi usati sono tre: il rosso, il verde e il blu (sintesi RGB), con caratteristiche spettrali diverse a seconda delle tecnologie.
Con un numero finito di primari (quindi anche superiore a tre) non è comunque possibile sintetizzare tutta la gamma di colori percepibili, a causa della sovrapposizione delle bande di lunghezze d'onda a cui i tre tipi di coni sono sensibili. Nel caso di procedimenti tricromatici la scelta del rosso, del verde e del blu è la migliore perché permette di ottenere il maggiore gamut, dal momento che questi sono i tre colori che consentono di eccitare ciascuno un tipo di coni, con la minima eccitazione degli altri due tipi (per i dettagli si veda la voce Mescolanza additiva).
Per potere sintetizzare i colori è necessario che i primari siano “visibili”, cioè che le loro lunghezze d'onda siano in grado di eccitare i coni presenti nella retina. Poiché però, come già detto, con un numero finito di primari non si può sintetizzare tutta la gamma di colori percepibili, è possibile “inventare” dei sistemi di specificazione dei colori con primari immaginari, cioè con lunghezze d'onda al di fuori dello spettro visibile. Con questo “trucco” (usato ad esempio in vari sistemi colorimetrici della CIE (Commission Internationale de l'Éclairage), con soli tre primari è possibile rappresentare uno spazio di colori che comprende tutti quelli percepibili (oltre ad altri invisibili), e quindi rappresentare con tre coordinate positive ciascun colore. Però per sintetizzare effettivamente i colori non si possono usare i primari immaginari, ma solo primari reali, e quindi il gamut risultante sarà un sottoinsieme di quello definito dai primari immaginari.

## Colori primari sottrattivi

Sintesi sottrattiva ottenuta con tre inchiostri primari ideali ciano, magenta e giallo depositati su un foglio bianco.

La sintesi sottrattiva di due o più colori consiste nell'illuminare, di solito con luce bianca, due o più coloranti o pigmenti che singolarmente appaiono di colore diverso perché assorbono, cioè sottraggono, bande diverse dello spettro visibile (ad esempio un colorante che appare giallo perché assorbe la banda del blu e uno che appare magenta perché assorbe la banda del verde) in modo che la loro azione combinata faccia percepire un terzo colore (ad esempio il rosso, nel caso dei coloranti giallo e magenta).
I primari sottrattivi normalmente usati per la sintesi a tre colori sono il ciano, il magenta e il giallo e, nel caso siano ideali, si comportano da filtri: il colorante ciano blocca la banda del rosso e quindi trasmette (cioè lascia passare) quelle del blu e del verde (questo è il motivo per cui la luce trasmessa da un colorante di questo tipo appare ciano), il colorante magenta blocca la banda del verde e quindi trasmette quelle del blu e del rosso, e il colorante giallo blocca la banda del blu e quindi trasmette quella del verde e del rosso.
I colori primari (come d'ora in poi saranno chiamati i coloranti o pigmenti) usati in pratica, scelti in base alla tecnologia usata e al gamut che si vuole ottenere, di solito sono tre, cioè appunto ciano, magenta e giallo (sintesi CMY, ad esempio in fotografia) se le loro caratteristiche non si discostano eccessivamente da quelle ideali. Qualora le caratteristiche reali dei colori primari utilizzati o delle tecnologie adottate, non consentano di ottenere neri profondi o tinte scure,  ai tre colori primari viene aggiunto il nero (sintesi CMYK, ad esempio nella stampa).
Anche nel caso della sintesi sottrattiva si possono usare più di tre primari, ad esempio per stampare un colore, come quello del logo di una ditta, al di fuori del gamut dei tre inchiostri ciano, magenta e giallo, oppure per riproduzioni di alta qualità di dipinti. In quest'ultimo caso spesso si usano procedimenti esacromatici (più il nero) e i colori aggiuntivi più adatti si sono rivelati essere l'arancione, il verde tendente al blu (ma meno del ciano) e il violetto. Tuttavia, quando si usano questi colori supplementari, bisogna ricorrere ad appositi algoritmi che permettano di determinare che inchiostri usare nelle varie aree di stampa, in modo da tenere conto delle bande dello spettro che ciascun inchiostro assorbe.

## I primari nella teoria dei colori opponenti
Mentre Young, Helmoltz e Maxwell sviluppano la teoria tricromatica della visione, il fisiologo Ewald Hering propone una nuova teoria della visione dei colori, e quindi di quali colori debbano essere considerati primari.

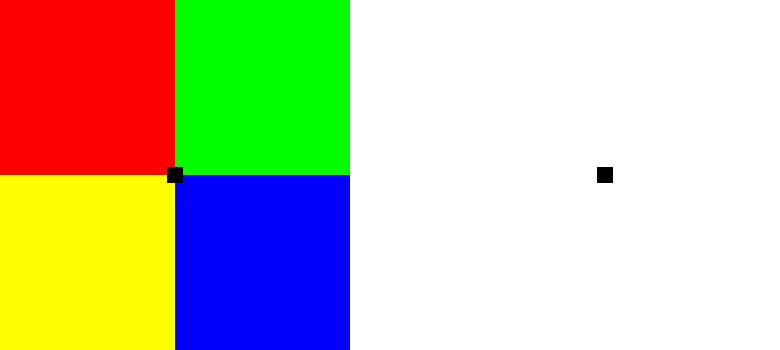
Fenomeno delle immagini residue. Il fenomeno risulta evidente se si fissa lo sguardo per circa mezzo minuto sul quadratino nero nel centro delle zone colorate e poi si passa velocemente a fissare il quadratino nero nella zona bianca.

Hering studia ad esempio il fenomeno delle immagini residue, ma soprattutto come appaiono i colori, e questo lo porta alla conclusione che esistono quattro colori unici (e quindi primari): rosso, giallo, verde e blu.

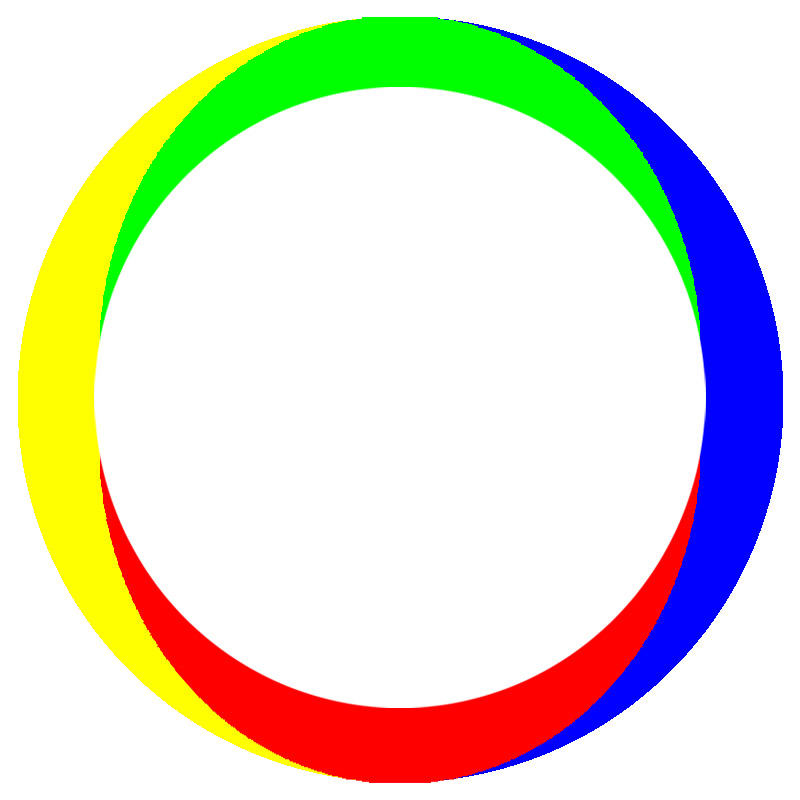
La ruota dei colori opponenti.

Questi formano due coppie, rosso-verde e giallo-blu di colori detti "opponenti", ovvero che non possono essere percepiti come componenti di un unico colore: mentre infatti è possibile percepire un giallo rossastro (un arancione, ad esempio) o un rosso bluastro (un magenta, ad esempio), non è possibile percepire un rosso verdastro, un verde rossastro, un blu giallastro o un giallo bluastro. A queste due coppie di colori Hering aggiunge la coppia bianco-nero di primari acromatici, formata da bianco e nero, e ipotizza che nell'occhio esistano tre tipi di fotorecettori, sensibili ciascuno a una delle coppie.
La teoria di Hering attualmente non è più considerata, come accadde ai suoi tempi, in contrasto con quella di Young-Helmholtz, ma piuttosto si ritiene che le due teorie facciano riferimento a due diversi stadi della percezione del colori, cioè che i fotorecettori sensibili ai colori siano i tre tipi di coni sensibili alle bande del blu, del verde e del rosso, in accordo con la teoria tricromatica, ma che le loro riposte agli stimoli luminosi siano poi convertite in segnali in accordo con la teoria dei colori opponenti.